# Eneaedru

Asociaedrul tridimensional, un exemplu de eneaedru

În geometrie un eneaedru este un poliedru cu nouă fețe. Există 2606 tipuri de  eneaedre convexe, fiecare având un model diferit de conexiuni ale vârfurilor, laturilor și fețelor. Niciunul dintre ele nu este regulat.

## Exemple
Cele mai cunoscute eneaedre sunt piramida octogonală și prisma heptagonală. Prisma heptagonală este un poliedru uniform, cu două fețe heptagonale regulate și șapte fețe pătrate. Piramida octogonală are opt fețe triunghiulare isoscele în jurul unei baze octogonale regulate. Alte două eneaedre se regăsesc printre poliedrele Johnson: piramida pătrată alungită și bipiramida triunghiulară alungită. Asociaedrul tridimensional, un poliedru aproape Johnson cu șase fețe pentagonale și trei fețe patrulatere, este un eneaedru. Cinci poliedre Johnson au duale eneaedrice: cupola triunghiulară, piramida pătrată giroalungită, piramida pătrată alungită autoduală, prisma triunghiulară triaugmentată (al cărei dual este asociaedrul) și icosaedrul tridiminuat. Un alt eneaedru este trapezoedrul diminuat cu o bază pătrată, 4 fețe romboidale și 4 fețe triunghiulare.
| Piramidă octogonală          | Prismă heptagonală                    | Prismă heptagramică 7/2           | Prismă heptagramică 7/3                                                          |
| Eneaedru Herschel            | Piramidă pătrată alungită             | Bipiramidă triunghiulară alungită | Bipiramidă triunghiulară trunchiată (un poliedru aproape Johnson, și asociaedru) |
| Dualul cupolei triunghiulare | Dualul piramidei pătrate giroalungite | Dualul icosaedrului tridiminuat   | Trapezoedru diminuat pătrat                                                      |

Graful Herschel⁠(d) reprezintă vârfurile și laturile eneaedrului Herschel de mai sus, cu toate fețele patrulatere. Este cel mai simplu poliedru fără un drum hamiltonian, singurul eneaedru în care toate fețele au același număr de laturi și unul dintre cele trei eneaedre bipartite.

Cele mai mici două grafuri poliedrice izospectrale sunt grafurile eneaedrelor

Cea mai mică pereche de grafuri poliedrice izospectrale este a eneaedrelor cu opt vârfuri fiecare.

## Eneaedre care umplu spațiul

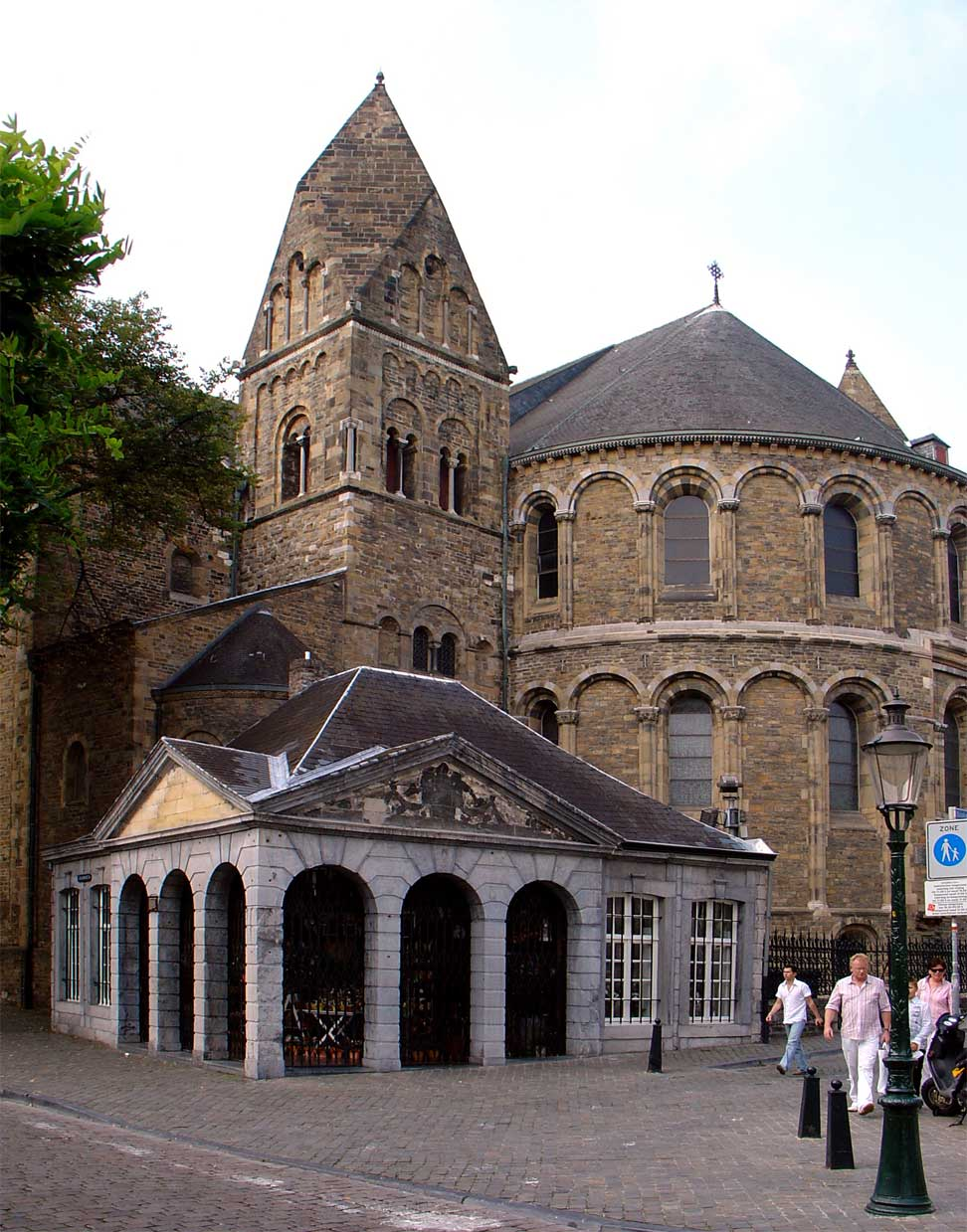
Bazilica Fecioarei Maria, Maastricht, ale cărei vârfuri eneaedrice de pe turnuri formează un poliedru care umple spațiul

Tăierea unui dodecaedru rombic în jumătate prin diagonalele lungi a patru dintre fețele sale are ca rezultat un eneaedru autodual, trapezoedrul diminuat pătrat, cu o față pătrată mare, patru fețe rombice și patru în formă de triunghi isoscel. Ca și dodecaedrul rombic însuși, această formă poate fi folosită pentru a tesela spațiul tridimensional. O formă alungită a acestei forme, care încă teselează spațiul, poate fi văzută la vârfurile turnurilor laterale din spate ale Bazilicii Fecioarei Maria, Maastricht, în stil romanic, din secolul al XII-lea. Turnurile în sine, cu cele patru fețe pentagonale, patru fațete ale acoperișului și baza pătrată, formează un alt eneaedru care umple spațiul.
Goldberg (1982) a găsit cel puțin 40 de eneaedre care umplu spațiul distincte topologic.

## Eneaedre distincte din punct de vedere topologic
Există 2606 eneaedre convexe topologic distincte, excluzând imaginile în oglindă. Acestea pot fi împărțite în subseturi de 8, 74, 296, 633, 768, 558, 219 și 50, care au de la 7 până la respectiv 14 vârfuri. Un tabel cu aceste numere, împreună cu o descriere detaliată a eneaedrelor cu nouă vârfuri a fost publicată pentru prima dată în anii 1870 de către Thomas Kirkman.